# Starry Night
Starry Night (trad. notte stellata) è un programma di astronomia edito dalla Imaginova, il quale si è imposto, per le sue caratteristiche di elevato realismo fotografico, come uno dei programmi più famosi ed importanti nel campo astronomico.
È un software non di libera distribuzione in quanto commerciale.
Sin dall'inizio si è fatto notare per la sua qualità grafica: da sempre sviluppato con l'idea di raggiungere il più alto livello di realismo possibile (basti dire che tra le varie opzioni si trova pure quella per abilitare i suoni udibili nei campi durante le osservazioni notturne, come il canto del grillo canterino, lo scorrere del ruscello, e via dicendo).
Attualmente è uno dei pochi programmi che possiedono delle mappe ad alta risoluzione per quanto riguarda la superficie della Luna e del pianeta Marte.

## Le varie versioni
Starry night è una famiglia di programmi, che comprende:
- Starry Night Complete Space & Astronomy Pack: versione basata esclusivamente sulla funzione Space Ship, che permette di esplorare lo spazio mediante l'utilizzo di un joystick come se fosse un videogioco;
- Starry Night Enthusiast: come sopra, ma permette anche di visualizzare oggetti presi dal database NGC;
- Starry Night Pro: versione base del planetario 3d. Permette di visualizzare informazioni su più di 16.000.000 di oggetti;
- Starry Night Pro Plus: versione avanzata del planetario 3d. Fa utilizzo della funzione AllSky CCD mosaic che migliora il realismo del cielo simulato. Questa versione permette, inoltre, di pilotare un telescopio collegato al pc. Possiede inoltre la possibilità di interfacciamento con del software di astrofotografia.
- Starry Night AstroPhoto Suite: la versione più completa dell'intera suite (Ora dismessa). È una Pro Plus che integra per completo la versione Lite del software di fotografia astronomica MaxIm DL. La sua dipendenza da questo programma fa sì che questa è l'unica versione esclusivamente disponibile per piattaforme Windows;
- Starry Night Podium: un'edizione particolare ottimizzata appositamente per essere video proiettata durante conferenze;
- Starry Night College
- Starry Night High School
- Starry night Middle School
- Starry night Elementary
- Starry Night Apollo: un programma che nulla ha a che vedere con il planetario. Trattasi di un simulatore di vita durante missione Apollo.

## Motore grafico
Il suo motore grafico si basa sulle librerie grafiche openGL. Questo è il motivo per cui Starry Night esiste sia per piattaforma Microsoft Windows che per Apple macOS (eccezione fatta per la versione Astrophoto Suite, disponibile esclusivamente per Windows).

## Il programma
Il programma si propone come un planetario tridimensionale mediante il quale si possono cercare vari tipi di oggetti celesti. Previa giusta configurazione, è in grado di visualizzare in tempo reale la situazione del cielo sopra di noi. Questo in quanto, finita l'installazione, durante il processo di configurazione vengono richieste le coordinate del posto in cui ci si trova.
Con l'opzione AllSky CCD mosaic attivata, disponibile dalla versione Pro Plus in su, il cielo diviene composto da un elevatissimo numero di fotografie astronomiche a colori, come se fosse un enorme mosaico. L'utente può, previa registrazione e connessione ad Internet, inviare le proprie fotografie e vedere pubblicato il proprio lavoro con qualche update del programma, evento che capita anche più volte alla settimana.
Starry Night inoltre è in grado di gestire i file generati con il programma Autodesk AutoCAD: questa funzione permette di poter visualizzare in 3d sonde spaziali, e pure oggetti celesti come pianeti ed asteroidi. Chiunque abbia a disposizione questo programma può generare ulteriori oggetti tridimensionali non inclusi e che verranno aggiunti negli upgrade.

## Origine delle informazioni
Starry Night si interfaccia ad altri programmi per fornire l'utente di informazioni.
Per visualizzare le informazioni in esso contenute il programma si avvale di un interfacciamento con Apple QuickTime ed Adobe Acrobat Reader.
Per le informazioni non incluse si avvale di un link diretto a Wikipedia in lingua inglese.
Per le informazioni inerenti ai luoghi del nostro pianeta si avvale di un link diretto a Google Maps.

## Cosa permette di fare Starry Night?
L'utilizzo di questo programma può essere molteplice.
- Ludico: mediante l'utilizzo di un joystick ci si può divertire a navigare nello spazio mediante la funzione Space Ship (nave spaziale)
- Didattico: lo si può usare come un'enciclopedia astronomica per visualizzare informazioni su costellazioni, stelle, pianeti, eventi astronomici (per i quali è dotato di un apposito calendario), ed oggetti celesti di vario tipo come asteroidi, comete e sonde spaziali.
- Scientifico: nelle versioni più avanzate lo si può usare come strumento di studio;

Starry Night permette, infatti, di poter pilotare un telescopio collegato direttamente al computer mediante una connessione seriale rs-232. Per ovviare il problema della mancanza di questa porta sul Macintosh è stato progettato un adattatore Bluetooth.
A questo scopo i programmatori, per la versione Windows, hanno optato per l'utilizzo dei drivers A.S.C.O.M. (Ascom Platform, i quali sono dei drivers freeware ed open source che gestiscono numerosi modelli di telescopi prodotti da varie case. Per quanto concerne la versione macOS il programma si avvale dell'utilizzo di drivers proprietari della Imaginova.
Inoltre il programma permette pure di gestire la parte fotografica dell'astronomia. La versione Pro Plus del programma comprende un plugin che permette l'interfacciamento dello stesso con il software di fotografia astronomica MaxIm DL. La versione Astrophoto suite integra per intero il programma MaxIm DL in versione Lite.

## Supporti e spazio occupato
Nella confezione della versione Pro Plus si trovano 3 DVD:
- 1 DVD Video: un documentario astronomico in lingua inglese;
- 2 DVD-ROM: il programma ed i suoi dati. Una volta finita l'installazione lo spazio occupato sull'hard disk può arrivare fino a 11 gigabytes. Se si installano dei databases extra e si scaricano da internet fotografie aggiuntive lo spazio occupato può aumentare anche notevolmente.

Lo spazio occupato sul disco fisso può comunque aumentare ed anche di parecchio in quanto il programma fa utilizzo del catalogo astronomico stellare USNO che può, mediante un'apposita impostazione, essere scaricato direttamente dal server della Imaginova man mano che si osserva il cielo simulato.
Vengono inoltre distribuiti anche dei manuali:
- the year in Space (ISBN 1-894395-04-2)
- Starry Night Companion (disponibile anche in formato PDF distribuito con il software stesso)

## 3d
Starry Night 6 è in grado, inoltre, di gestire modelli 3d in formato 3ds, tipici di Autocad. Infatti, pianeti, satelliti (sia naturale che artificiali) vengono visualizzati in 3d.
Alcuni siti web mettono a disposizione oggetti 3d aggiuntivi.